# Proliferadores de peroxissoma tipo gama
Os receptores ativados por proliferadores de peroxissoma tipo gama (PPARγ) são fatores de transcrição dependentes de ligantes, pertencentes à família dos receptores nucleares e estruturalmente está incluído à subfamília de receptores como o receptor do hormônio da tireóide (TR) e do receptor do ácido retinóico (RAR), considerada a classe dos receptores órfãos adotados, que apresentam homologia estrutural com os receptores endócrinos.

## Isoformas e distribuição tecidual
Inicialmente, há três principais isoformas do PPARγ, oriundos dos RNAs mensageiros PPARγ1, PPARγ2 e PPARγ3, que por meio de splicing alternativo, apresentam diferença em sua extremidade 5'. O gene do PPARγ foi mapeado no cromossomo 3, região 3p25.  PPARγ1 e  PPARγ3 codificam a mesma proteína, mas são controlados por promotores diferentes.
A isoforma γ1 possui a maior gama de variedades expressa em tecidos como coração, rins, pâncreas, baço, intestino delgado e grosso, músculo e cólon. A γ2 é expressa no tecido adiposo. A isoforma γ3 tem expressão em macrófagos intestino grosso e tecido adiposo branco. Além das três isoformas mais conhecidas ( γ1, γ2 e γ3 ), há também a isoforma γ4, que é expressa em células endoteliais.

## Funções
O PPARγ controla a expressão de genes que regulam a diferenciação de adipócitos, a homeostase da glicose e de lipídeos e o armazenamento de ácidos graxos.  De modo geral, as principais funções coordenadas pelo PPARγ é a adipogênese e melhora da resistência à insulina.

## Moduladores de PPARγ
Os fármacos da classe das tiazolidinedionas (TZDs) são os moduladores de PPARγ mais estudados, pois são ligantes de alta afinidade deste receptor. Um dos principais efeitos fisiológicos dessa classe de moduladores é a melhora da resistência à insulina, que se opõe aos efeitos do TNF-α nos adipócitos.
Os principais fármacos da classe dos TZDs são a rosiglitazona, a pioglitazona e a troglitazona, que são altamente seletivas para o PPARγ e possuem relativa aplicação clínica, mas alguns deste compostos tem sua utilização descontinuada, como a troglitazona, por apresentar sérios efeitos adversos, como a hepatotoxicidade. Porém, a classe apresenta como principal efeito benéfico o controle glicêmico. Nota-se que o uso clinico dos TZDs é limitado e que seu uso pode apresentar quadro de falência cardíaca.
Além de substâncias sintéticas, o PPARγ tem alta afinidade  com um alto número de moléculas lipídicas naturais, como os ácidos graxos poli-insaturados e as prostaglandinas.